# Кухарь, Иван Иванович
Ива́н Ива́нович Ку́харь (укр. Іван Іванович Кухар; 18 сентября 1928, хутор Диканька, Полтавская область, УССР — 9 октября 2016, Видное, Московская область, Российская Федерация) — советский организатор сельскохозяйственного производства, председатель колхоза им. Владимира Ильича Московской области. Дважды Герой Социалистического Труда (1973, 1986).

## Биография

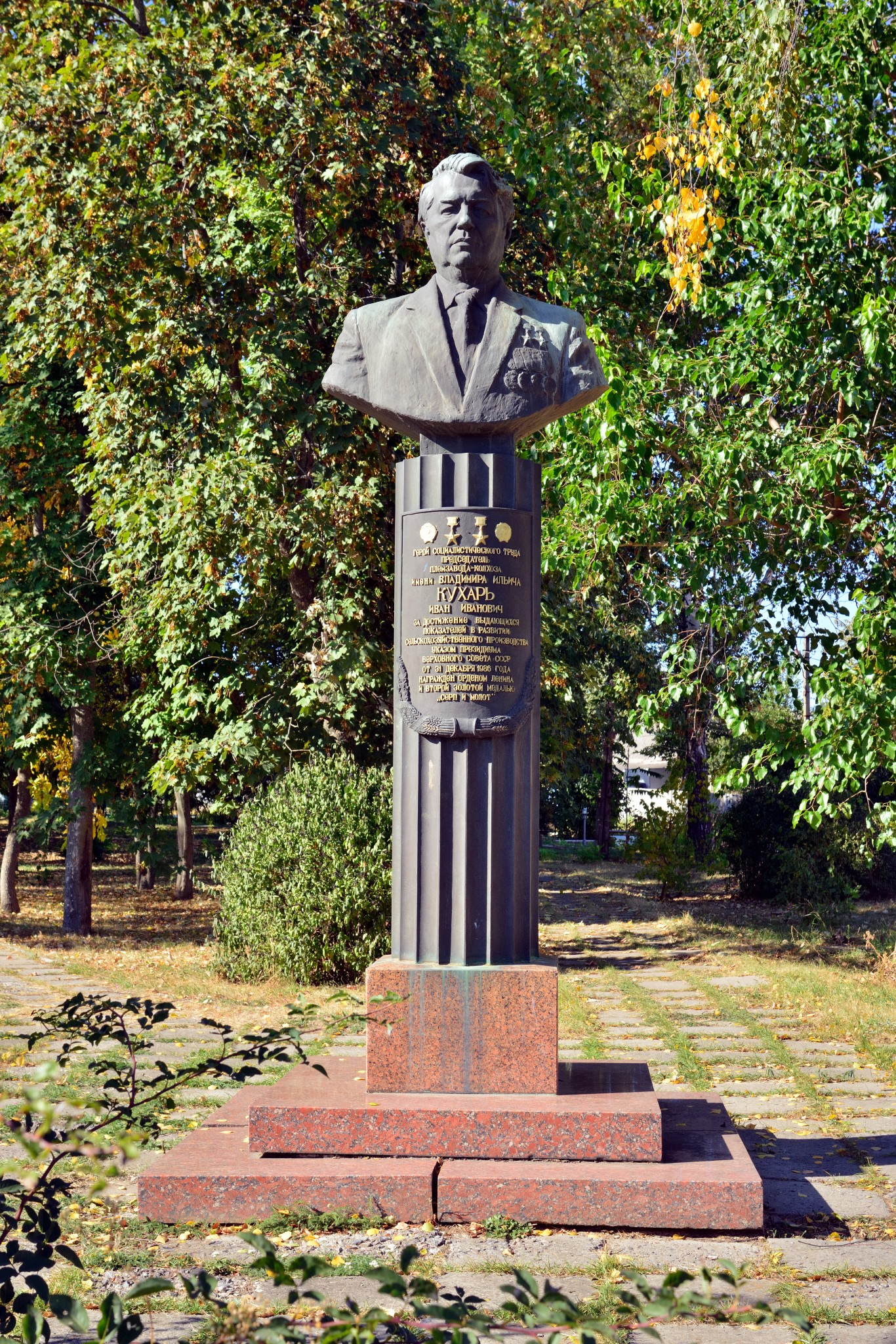
Бюст Ивана Кухаря в Диканьке

Отец, Иван Андреевич Кухарь, работал главным агрономом в МТС, куда пришёл после окончания Полтавского сельскохозяйственного института. Мать Марфа Федуловна — домохозяйка. Из троих сыновей Иван был старшим. Перед Великой Отечественной войной отца пригласили на работу в Москву, где он стал заместителем наркома земледелия. Семья переехала вместе с ним.
Окончил Московскую сельскохозяйственную академию имени К. А. Тимирязева.
Более тридцати лет, с 1963 по 1986 годы, руководил прославленным колхозом им. Владимира Ильича, став преемником на этом посту Буянова Ивана Андреевича, также дважды Героя Социалистического Труда. Под его руководством колхоз превратился в современное высокоэффективное хозяйство с хорошо развитым животноводством, кормпроизводством, птицеводством и тепличным овощеводством; добился механизации и автоматизации всех трудоемких процессов. Появилось новое оборудование, были построены современные птичники, молочно-племенной Калиновский комплекс, тепличный комбинат. В 1973 г. колхоз получил статус племзавода, где содержались коровы высокопродуктивной айрширской породы. Одним из первых колхоз освоил перспективный сорт пшеницы «мироновская-808» селекции академика В. Н. Ремесло.
С 1986 по 1991 годы — председатель Союзного совета колхозов.
Депутат Верховного Совета СССР 11-го созыва, народный депутат СССР (1989—1991). Избирался депутатом районного, Московского областного депутатов трудящихся.
Умер 9 октября 2016 года. Похоронен в городе Видное на Видновском кладбище (уч. 7).

### Семья
Оба его брата — Юрий и Константин — закончили Бауманский институт, сейчас живут в Москве.
Жена — Любовь Павловна — работала в Горках Ленинских преподавателем математики и физики, заслуженный учитель, отличник народного образования.
Дети Любовь — полковник милиции, сейчас на пенсии, сын Алексей (закончил Бауманский институт) — сотрудник ООО «Мерседес-Бенц Тракс Восток».

## Награды
- Дважды Герой Социалистического Труда (1973, 1986).
- Четыре ордена Ленина (1966, 1971, 1973, 1986).
- Почётный знак отличия «За заслуги перед Московской областью» (2008).
- Медаль «За трудовую доблесть» (2008).
- Золотая медаль «За вклад в развитие агропромышленного комплекса России» (2008).
- Почётный гражданин Ленинского района (2005).

## Память
Бюст дважды Героя установлен на его украинской родине, в Диканьке, куда Иван Иванович ездил на его торжественное открытие. Автор бюста — скульптор академик Лев Ефимович Кербель.